# Informační technologie pro osoby se zdravotním postižením
Informační technologie pro osoby se zdravotním postižením umožňují těmto osobám zlepšit možnosti jejich pracovního uplatnění a práce s počítači.

## Úloha IT v oblasti vzdělávání a zaměstnávání osob se zdravotním postižením
Jednou z nejdůležitějších součástí komplexní rehabilitace osob se zdravotním postižením je studium. Více než 70% invalidů žijících v Norsku, Holandsku a Finsku dostávají odborné vzdělávání při pomoci IT. Rychlý rozvoj komunikačních prostředků a internetu umožnil dálkovou práci, vznikly tisíce pracovních míst a různých profesí. Hendikepovaným osobám se tak otevřely možnosti přístupu k informacím, ke komunikaci, studiu, ale i možnosti dálkového pracovního uplatnění. Invalidé se tak mohou věnovat pracím jako je operátor na PC, překladatel, počítačový grafik, správce sítě, designér apod.

## Technologie pro invalidy
Organizace KNFB Reading Technology poskytuje software, který umožňuje okamžité rozpoznání tištěného textu a jeho ozvučování v reálném čase.
Designér Jonathan Lucas představil prototyp plnohodnotného počítače pro nevidomé nazvaného PC "Siafu". Model je vyroben ve tvaru tablety s několika tlačítky a s povrchem ze speciálního materiálu "magneclay". Tento magnetický materiál je pod vlivem elektromagnetického pole schopen měnit svůj tvar, vytvářet trojrozměrné obrazy a měnit text na Braillovo písmo.
Společnost Griffin Technology vyvinula dotykové pero "MouthStick", které je ovládáno ústy. Toto pero připomínající šnorchl má odnímatelný náustek z měkkého silikonu. Ergonomické řešení a pružnost dotykového pera umožňují osobě nezatěžovat krční svaly při manipulaci s obrazovkou, uživatel se tak neunaví. Pero lze použít i pro práci s klávesnicí.
Společnost Exiii vytvořila bionickou ruku "Handiii" vytištěnou na 3D tiskárně. Protéza má spoustu elektronického vybavení včetně Elektromyografu, který zaznamenává impulzy nervů a svalů a převádí je do pohybu rukou. Bionická ruka je dostatečně pohyblivá a přesná, aby uživatel mohl hýbat prsty.
Braillovo písmo značně zjednodušilo život nevidomým lidem, ale většina knihoven nemají knihy v tomto písmu. Scanner-náprstek "Thimble" řeší tento problem tak, že změní tištěný text v braillovo písmo a předá všechnu informaci do prstu.